# Óscar Vera Gargurevich
Óscar Vera Gargurevich (Trujillo, 15 de agosto de 1958) es un ingeniero químico y político peruano. Fue ministro de Energía y Minas del Perú, entre diciembre de 2022 y febrero de 2024; en el gobierno de Dina Boluarte.

## Biografía
Óscar nació el 15 de agosto de 1958, en la ciudad peruana de Trujillo. Realizó su formación secundaria en la Institución Educativa Emblemática San Juan de Trujillo.
Obtuvo el título de ingeniero químico por la Universidad Nacional de Trujillo. Cuenta con una maestría en Administración de Negocios Globales y Energía, por la Pontificia Universidad Católica del Perú.

### Trayectoria
Se desempeñó como representante de los trabajadores de la empresa estatal Petroperú, y luego como gerente de la Refinería de Talara de la misma empresa.

### Ministro de Estado
El 10 de diciembre de 2022, fue nombrado y posesionado por la presidenta Dina Boluarte, como ministro de Energía y Minas del Perú.
Mantuvo este cargo hasta el 13 de febrero de 2024, cuando la presidenta Boluarte hizo una recomposición de su gabinete.